# Andreas Wolfsgruber
Andreas Wolfsgruber (* 1962 in Salzburg) ist ein österreichischer Automobil-Designer und war von 2000 bis 2022 Leiter der Designabteilung Magna Steyr. Schwerpunkte seiner Tätigkeit lagen auf  Designkonzepten für neue Formen der Mobilität sowie Seriendesign insbesondere für asiatische Kunden. Seit 2022 arbeitet er als Creative Advisor weiterhin für Magna und lehrt gleichzeitig an der FH Joanneum.

## Biografie
Nach dem Studium an der Hochschule für künstlerische und industrielle Gestaltung in Linz Fachrichtung Industrial Design von 1980 bis 1985 war Wolfsgruber ab 1986 als Nutzfahrzeug Designer bei der Steyr-Daimler-Puch Fahrzeugtechnik AG Co. KG in Graz tätig.
1990 etablierte er die Einführung neuer, digitaler Designmethoden in den Designprozess. In Bezug auf technisches Produktdesign verbindet ihn eine Zusammenarbeit mit BMW. 1995 begann er seine Lehrtätigkeit an der Fachhochschule Joanneum im Studiengang „Industrial Management“ in Kapfenberg (bis 1998) und im Studiengang „Industrial Design“ in Graz. 2000 begann Wolfsgruber den Aufbau einer internationalen Designabteilung bei Magna Steyr. 2003 unterstützte er die Förderung in Ausbildung befindlicher Designtalente durch die Ausschreibung des „Magna Steyr Moving Emotions Award“. Kooperationsprojekte mit den Designschulen Strate College Paris (FR), Pforzheim (D), Halle (D), Coventry (GB)) folgten. 2005 initiierte er die Design Konzept Familie „MILA“ (Magna Innovative Lightweight Auto) mit der Präsentation des ersten MAGNA STEYR DESIGN Showcars auf der internationalen Automobil-Ausstellung IAA in Frankfurt – mit internationaler Beachtung. Bis 2014 folgten sieben weitere unterschiedliche Konzeptfahrzeuge.
Er forcierte den Aufbau eines internationalen Designteams an den Standorten in München, Paris, Turin und Shanghai sowie Kundenprojekte im asiatischen Raum.
Schwerpunkte seiner Tätigkeit lagen auf Konzeptfahrzeuge sowie Automobil- und Nutzfahrzeug-Seriendesign.
Wolfsgruber hielt Design-Vorträge in Stockholm, Turin und New Delhi.

## Projekte
Neben zahlreicher Projekte mit internationalen Partnern wie Fiat, VW, Opel, Mercedes, Kia und BMW war Andreas Wolfsgruber für das Exterieur und Interieur Design des LKW Fahrerhauses der schweren Klasse für STEYR LKW zuständig.
Weitere Projekte waren die neue Traktorgeneration 9000 für STEYR Landmaschinentechnik, die Initiierung und Entwicklung der MILA Design Concept Family (2004–2014) und die „IDEAS. Ready for Road“ Ausstellung des designforum Steiermark im Kunsthaus Graz (2013).
2015 gestaltete er die fortschrittlichste LKW Generation für den chinesischen Hersteller Shacman.

## Auszeichnungen
- 1989/90 „Design ausgewählt“ für die Gestaltung eines Fahrzeugtransporters
- 1992/93 Staatspreis des Österreichischen Instituts für Formgebung für die Gestaltung einer neuen Traktorengeneration
- 1993 Staatspreis für Design Österreich – Traktor Steyr 9000
- 1994/95 „Design ausgewählt“ für die Gestaltung einer Elektrofahrzeug-Antriebseinheit
- 2009 Verleihung des „IF Product Design Awards 2009“[5]
- 2010 Verleihung des „IF Product Design Awards 2010“[5]